# Cephaloscyllium ventriosum
Cephaloscyllium ventriosum — акула з роду Cephaloscyllium родини Котячі акули. Інша назва «каліфорнійська акула».

## Опис
Загальна довжина сягає 1,1 м. Очі великі. В акули дрібні зуби, в кожній щелепі по 55-60 дрібних зубів. На спині 2 плавці. Перший плавець округлий, розташований в області малого таза. Другий плавець знаходиться в анальній області. Вона досить яскраво забарвлена в жовто-коричневий колір і має чорні плями і смуги на тілі. Плавці світло-коричневі з темними плямами.

## Спосіб життя
Тримається на глибинах до 460 м на континентальному шельфі. Часто зустрічається серед рифів. Активна вночі. Після витягування з води, каліфорнійська акула може заковтувати повітря і сильно роздмухувати своє черево, що надає їй вельми дивний вигляд. Іноді роздутих акул спостерігали плаваючими на поверхні води. Це бентофаг, живиться донними тваринами. Живиться рибою, іноді захоплюючи досить велику здобич. Живиться костистими рибами, молюсками та ракоподібними.
Це яйцекладна акула. Самиця відкладає 2 поєднаних яйця зеленого або жовтого кольору. Вагітність триває 7,5-12 місяців. Новонароджені акуленята завдовжки 13-17 см.

## Розповсюдження
Поширена в прибережних водах біля тихоокеанських берегів Мексики та США.